# Meurtres au restaurant Eight Immortals
 (novembre 2022).
La mise en forme du texte ne suit pas les recommandations de Wikipédia : il faut le « wikifier ».
Les points d'amélioration suivants sont les cas les plus fréquents. Le détail des points à revoir est peut-être précisé sur la page de discussion.
- Les titres sont pré-formatés par le logiciel. Ils ne sont ni en capitales, ni en gras.
- Le texte ne doit pas être écrit en capitales (les noms de famille non plus), ni en gras, ni en italique, ni en « petit »…
- Le gras n'est utilisé que pour surligner le titre de l'article dans l'introduction, une seule fois.
- L'italique est rarement utilisé : mots en langue étrangère, titres d'œuvres, noms de bateaux, etc.
- Les citations ne sont pas en italique mais en corps de texte normal. Elles sont entourées par des guillemets français : « et ».
- Les listes à puces sont à éviter, des paragraphes rédigés étant largement préférés. Les tableaux sont à réserver à la présentation de données structurées (résultats, etc.).
- Les appels de note de bas de page (petits chiffres en exposant, introduits par l'outil «  Source ») sont à placer entre la fin de phrase et le point final[comme ça].
- Les liens internes (vers d'autres articles de Wikipédia) sont à choisir avec parcimonie. Créez des liens vers des articles approfondissant le sujet. Les termes génériques sans rapport avec le sujet sont à éviter, ainsi que les répétitions de liens vers un même terme.
- Les liens externes sont à placer uniquement dans une section « Liens externes », à la fin de l'article. Ces liens sont à choisir avec parcimonie suivant les règles définies. Si un lien sert de source à l'article, son insertion dans le texte est à faire par les notes de bas de page.
- La présentation des références doit suivre les conventions bibliographiques. Il est recommandé d'utiliser les modèles {{Ouvrage}}, {{Chapitre}}, {{Article}}, {{Lien web}} et/ou {{Bibliographie}}. Le mode d'édition visuel peut mettre en forme automatiquement les références.
- Insérer une infobox (cadre d'informations à droite) n'est pas obligatoire pour parachever la mise en page.

Pour une aide détaillée, merci de consulter Aide:Wikification.
Si vous pensez que ces points ont été résolus, vous pouvez retirer ce bandeau et améliorer la mise en forme d'un autre article.
Les meurtres du restaurant Eight Immortals, également connus sous le nom de meurtres du Chinese Pork Bun, sont l'assassinat d'une famille de dix personnes, dans un restaurant dans Iao Hon, Fátima,, Macao par le joueur chinois, Huang Zhiheng, pour des dettes de jeu. Pendant sa détention à la prison de Santo Felicia, Huang s'est suicidé en se taillant une veine avec un couvercle de boisson gazeuse. L'affaire a été adaptée en un certain nombre de films, de séries télévisées et de bandes dessinées.

## Arrière plan

### Restaurant des Eight Immortals
Le Eight Immortals Restaurant (chinois traditionnel : 八仙飯店, portugais : Casa de Rasto Pat Sin) était un restaurant chinois de la colonie portugaise de Macao, dans la section Iao Hon en la Freguesia de Nossa Senhora de Fátima. Il n'y a eu qu'un seul cas de meurtre dans la région, qui s'est produit le 3 juin 1976 dans un appartement HBD à Tsui Wen. Le restaurant était tenu par Zheng Lin (鄭林, également orthographié Cheng Lam), un ancien vendeur ambulant qui a transformé son commerce en restaurant dans les années 1960. En 1973, il a épousé sa femme, Chen Huiyi, dont il a eu quatre filles et un fils, et la famille a vécu dans le quartier voisin. Selon les habitants, Zheng Lin est une personne honnête et populaire parmi les résidents. Le restaurant était un succès, mais Zheng et sa femme étaient connus pour être des joueurs invétérés.

### Huang Zhiheng
Huang Zhiheng (chinois : 黃志恆, parfois orthographié Huang Chih-heng, nom original Chen Shuliang, 陳梓梁) est né sur le continent chinois avant d'émigrer à Hong Kong dans les années 1970. Il a porté plusieurs noms au cours de sa vie, se faisant appeler Chen Shuliang ou Chen Yuliang lorsqu'il était à Hong Kong. En 1973, il a été impliqué dans une dispute avec un autre homme qui devait de l'argent à Huang. Au terme de cette dispute, Huang a assassiné l'autre homme à son domicile de Koilee Bay, à Hong Kong, et a fui Hong Kong pour Guangzhou. Pendant son séjour à Guangzhou, Huang a brûlé ses empreintes digitales afin d'éviter d'être lié au meurtre. Après avoir vécu à Guangzhou pendant plusieurs années, Huang a épousé la fille de son propriétaire, nommée Mme Li. La famille de cette dernière désapprouvant le mariage, le couple s'est enfui à Macao après que Huang se soit brûlé le bout des doigts pour éviter d'être lié au meurtre qu'il avait commis à Hong Kong. À Macao, Huang s'est impliqué dans la scène locale des jeux d'argent, faisant ainsi la connaissance des Zhengs. Huang avait environ 50 ans à l'époque,.
Au cours d'une soirée de jeu en 1984, Huang et Zheng Lin se sont engagés dans une série de paris à enjeux élevés l'un contre l'autre. À la fin, Huang a gagné 180 000 patacas (ou 20 000 dollars) de Zheng et de sa femme. Les Zheng étant incapables de payer la dette, un accord verbal a été conclu selon lequel la famille Zheng céderait l'hypothèque de son restaurant à Huang si la dette n'était pas remboursée dans l'année. Huang a accepté. Cependant, même après de fréquentes visites et rappels de Huang, un an plus tard, les Zheng n'avaient pas remboursé leur dette. Huang a ensuite affirmé que non seulement la famille ne l'avait pas remboursé, mais qu'elle continuait à lui faire perdre de l'argent. Il a affirmé qu'ils lui devaient, au total, 600 000 patacas (soit 75 047 dollars).

## Événements

### Meurtres

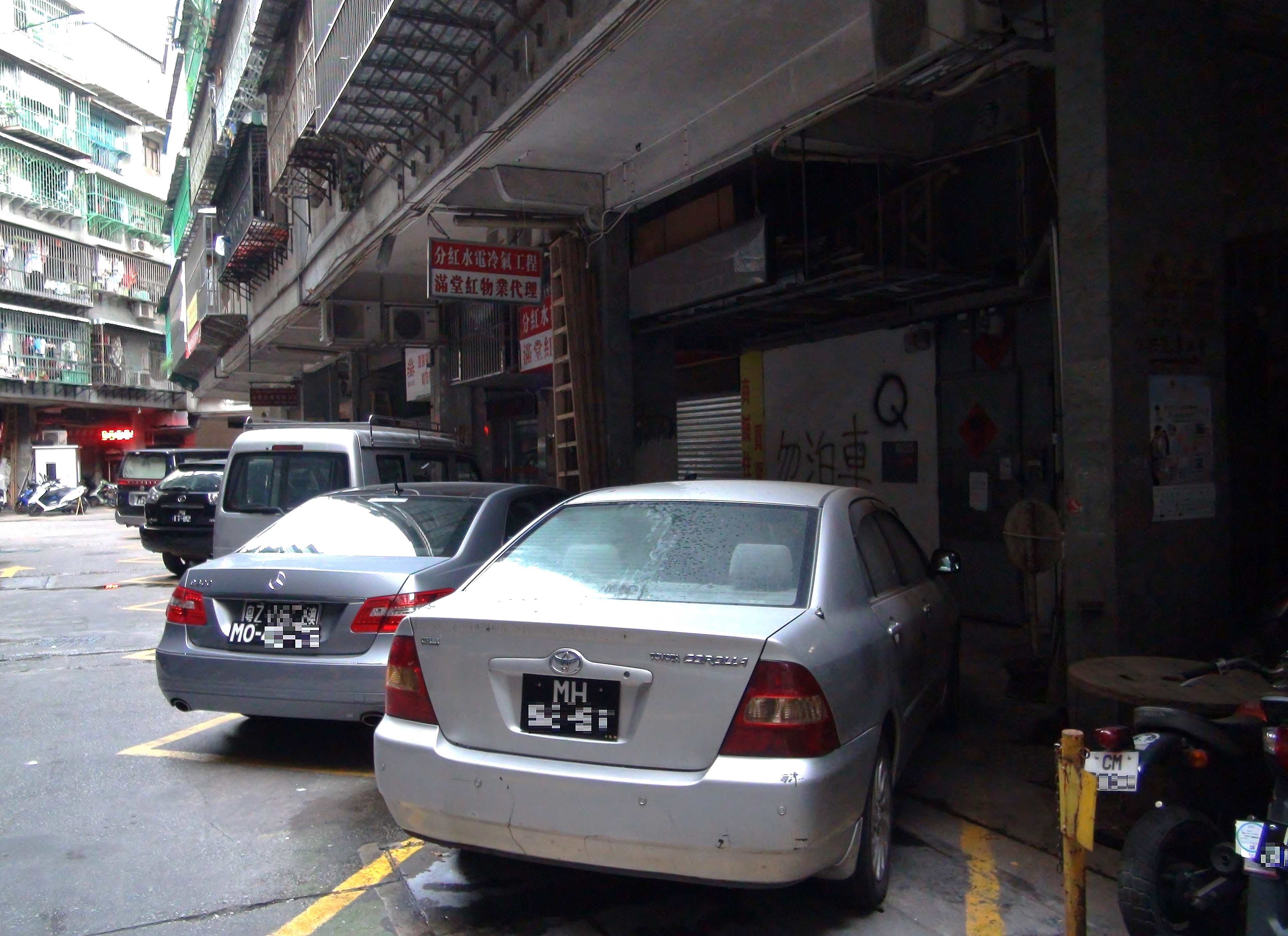
Où le meurtre a eu lieu.

Les meurtres des Eight Immortals ont eu lieu dans la nuit du 4 août 1985. Neuf membres de la famille Zheng étaient occupés à l'intérieur du restaurant, ayant auparavant fermé l'établissement pour la soirée. Les Zheng ont été vus vivants pour la dernière fois par un chauffeur de camion de livraison en fin d'après-midi. Dans la soirée, Huang, en colère, est entré dans le restaurant Eight Immortals et a exigé que les Zheng lui versent 30 000 patacas (il a prétendu par la suite avoir ramené sa demande à 20 000 patacas) de la dette qu'ils lui devaient. Il est devenu de plus en plus agité lorsque Zheng Lin a refusé de céder la propriété du restaurant. Finalement, Huang est devenu physiquement agressif envers les Zhengs, brisant une bouteille de bière et utilisant le verre déchiqueté qui restait comme une arme. Il a pris le fils de Zheng Lin en otage et a forcé les autres membres de la famille à se lier et à se bâillonner mutuellement tout en maintenant son arme sur le cou du fils. Huang a avoué plus tard qu'un membre de la famille s'est libéré et a commencé à crier, ce qui l'a poussé à la poignarder dans le cou avec son arme. Il a ensuite tué neuf membres de la famille Zheng, soit par strangulation, soit avec la bouteille cassée. Il a ensuite quitté brièvement le restaurant pour attirer l'une des sœurs de Zheng dans le restaurant, où il l'a ensuite tuée. Il a démembré les corps pendant huit heures et les a enveloppés dans des sacs poubelle en plastique noir, qu'il a ensuite jetés dans l'océan ou dans des bennes à ordures. Ensuite, il a nettoyé le restaurant, récupéré de l'argent et une clé de coffre-fort sur le cadavre de Zheng Lin et a quitté le restaurant, passant la nuit dans la résidence voisine,.
Le lendemain matin, un chauffeur de camion de livraison (le même qui avait livré des marchandises aux Zheng l'après-midi précédent) a trouvé le restaurant fermé à clé avec une note sur la porte indiquant que le restaurant était fermé pour trois jours. Il s'est rendu au domicile de la famille Zheng, où Huang a répondu à la porte, disant au livreur que la famille Zheng était partie en voyage sur le continent. Le 8 août 1985, un nageur a trouvé huit morceaux de membres humains sur la plage de Hac Sa. La théorie initiale était qu'un groupe d'immigrants illégaux de Chine continentale, dont le bateau de réfugiés avait chaviré, avait été déchiré et mangé par les requins, mais un examen des membres a révélé que des coupures précises avaient été utilisées pour les sectionner. Cette découverte a déclenché une enquête de police et une recherche de personnes potentiellement disparues. Au cours des jours suivants, la police scientifique a déterminé que les membres appartenaient à au moins quatre personnes différentes. Trois autres parties de corps ont été trouvées sur les plages de Macao au cours de la semaine suivante. Ces découvertes ont suscité un vif intérêt dans la presse et plusieurs théories ont été avancées sur ce qui s'était passé.
La police de Macao a fini par découvrir que les membres coupés appartenaient à la famille Zheng, dont la disparition avait été signalée par des proches. Entre-temps, Huang a rouvert et continué à exploiter le restaurant Eight Immortals, ce qui a été considéré comme inhabituel mais pas injustifié car il était connu pour ses relations avec la famille Zheng et était en possession des documents de propriété du restaurant. Il a également commencé à percevoir le loyer de l'ancienne maison de la famille Zheng. Cependant, la police de Macao s'est mise à soupçonner les activités de Huang et a commencé à enquêter sur lui. En fouillant ses avoirs bancaires, elle a trouvé des documents appartenant à Zheng Lin et des cartes d'étudiant appartenant aux enfants Zheng disparus. Huang a tenté de fuir Macao pour la Chine continentale, mais il a été rattrapé et arrêté le 28 septembre 1986. Il a été accusé du meurtre des dix membres de la famille Zheng et a été condamné le 2 octobre 1986. L'arrestation de Huang - et la révélation qu'il avait exploité un restaurant pendant des mois après avoir démembré les anciens propriétaires du restaurant - (ainsi que la réouverture du restaurant trois jours après avoir commis le crime) a donné lieu à une légende urbaine selon laquelle il avait fait cuire ses victimes dans des petits pains au porc. Les derniers morceaux de corps liés aux meurtres des Huit Immortels ont été retrouvés dans une décharge à Rosa Buena en 1989,,.

### Victimes
- Zheng Lin, plus de 50 ans, propriétaire du restaurant
- Chen Huiyi, 42 ans, épouse de Zheng
- Natalia Zheng Baoqiong, 18 ans, fille aînée de Zheng
- Stefani Zheng Baohong, 12 ans, deuxième fille de Zheng
- Zoey Zheng Baowen, 10 ans, troisième fille de Zheng
- Joanna Zheng Baohua, 9 ans, quatrième fille de Zheng
- Antonio Zheng Guande, 7 ans, fils unique de Zheng
- Chen Lirong, 70 ans, mère de Chen
- Chen Zhen (également connue sous le nom de Chen Lizhen), 60 ans, neuvième tante de Chen
- Zheng Boliang, 61 ans, cuisinier

### Conséquences
Huang a été attaqué en prison par un autre détenu le lendemain de sa condamnation. Il a été envoyé en convalescence dans un hôpital, où il a tenté de s'évader sans succès. Le 6 octobre, il a avoué et détaillé aux enquêteurs comment il avait tué la famille Zheng. Il a fait deux tentatives de suicide, la deuxième étant fatale, le 4 décembre 1986, en se taillant les poignets avec un bouchon de bouteille. Il a laissé une note de suicide et une lettre à un journal local expliquant ses actes, déclarant dans sa note que son suicide n'était pas dû à ses crimes mais plutôt à son asthme chronique. Après sa mort, ce qui restait de ses empreintes digitales a permis de le relier au meurtre d'un homme de Hong Kong en 1973.